# Embranchement Morneau (Abitibi-Ouest)
Pour d'autres lieux du même nom, voir Morneau .
L'embranchement Morneau est un cours d'eau agricole du Canada à Macamic, Abitibi-Ouest, Québec,.